# اسکالپینگ
نوسان‌گیری یا اسکالپینگ (به انگلیسی: Scalping) به شیوه‌ای از معامله اطلاق می‌شود که معامله‌گران در بازار بورس اوراق بهادار و خارج از بورس؛ مانند فارکس در طی روز چندین بار با ارقام سنگین معامله نموده که هدف از آن به دست آوردن سود حتی جزئی در معاملات است. آن‌ها تلاش می‌کنند خرید و فروش خود را در بهترین نقاط و در فواصل زمانی کوتاه انجام دهند و از بازار خارج شوند.
اصطلاح «Scalping» در زبان انگلیسی، ریشه‌ای استعاری دارد و برگرفته از واژهٔ «scalp» به‌معنای «پوست سر» است. در معنای لغوی، scalping یعنی کندن سریع و سطحی چیزی از روی یک سطح — که در زمینهٔ جنگ و قبایل، به معنای بریدن پوست سر دشمن بود.
در حوزهٔ مالی، کاربرد این واژه استعاره‌ای است:
در دنیای معاملات، «scalping» به معنای کسب سودهای بسیار کوچک، سریع و سطحی از حرکات قیمت در بازار است — درست مانند بریدن لایه‌ای نازک از سطح پوست.
یعنی نوسان‌گیر، بر خلاف سرمایه‌گذار بلندمدت که به‌دنبال سهم بزرگی از سود است، فقط «یک تکهٔ کوچک از هر نوسان» را برمی‌دارد. این سودهای کوچک، در حجم زیاد و با تکرار بالا، در مجموع به سود قابل توجهی می‌رسند.
نوسان‌گیرها یا اسکالپرها اغلب سعی دارند همانند معامله‌گران حرفه‌ای و بازارگردان‌ها عمل نمایند. این نوع معامله گران به ندرت موقعیت معاملاتی خود را در طی یک شبانه روز حفظ می‌کنند و اغلب هیچ‌گونه پیش‌بینی در خصوص سمت و جهت حرکت بازار، در آینده را ندارند.
نقش نوسان‌گیرها مانند نقش معامله‌گران حرفه‌ای و بازارگردان‌ها می‌باشد و همین امر باعث افزایش نقدینگی و سرعت معاملات در بازار می‌شود.

نوسان‌گیری در زمینهٔ معامله‌گری در اوراق بهادار، کالاها و بازار تبادل ارز خارجی ممکن است به یکی از دو مورد زیر اشاره داشته باشد:
روشی مشروع برای آربیتراژ بر اساس اختلاف‌های جزئی قیمتی ناشی از گسترش قیمت خرید و فروش؛ یا
شکلی فریب‌کارانه از دستکاری بازار.

## آربیتراژ
نوسان‌گیری در معنای آربیتراژ، گونه‌ای از معامله است که در آن معامله‌گران می‌کوشند در بازه‌های زمانی بسیار کوتاه (چند ثانیه یا دقیقه)، در بازارهایی مانند بازار ارز و اوراق بهادار موقعیت‌های خرید یا فروش باز کنند و ببندند، با هدف کسب سود اندک از هر معامله.
نوسان‌گیری راهبردی است که معامله‌گران از راه خرید و فروش سریع سودهای کوچک به دست می‌آورند. این روش در بازارهایی مانند ارز و سهام رایج است، جایی که معامله‌گران از تغییرات کوچک قیمت یا اختلاف خرید و فروش استفاده می‌کنند. برخی معامله‌گران زمانی به نوسان‌گیری روی می‌آورند که دچار زیان شده‌اند و به‌نوعی وارد رفتار قمارگونه برای جبران آن می‌شوند، معمولاً با نسبت ریسک ۱:۱.

### شیوهٔ عملکرد
نوسان‌گیری کوتاه‌ترین بازهٔ زمانی در میان انواع معاملات را دارد و از تغییرات اندک در قیمت‌ها بهره می‌برد. نوسان‌گیرها می‌کوشند مانند بازارسازها یا کارگزاران تخصصی عمل کنند. هدف «به‌دست آوردن گسترش قیمت» یعنی خرید در قیمت پیشنهادی خرید (Bid) و فروش در قیمت پیشنهادی فروش (Ask) برای کسب سود از این تفاوت است. حتی اگر قیمت‌ها تغییر نکنند، تا وقتی خریدارانی باشند که حاضرند در قیمت بازار معامله کنند، نوسان‌گیر می‌تواند سود کسب کند. این روش معمولاً شامل ورود و خروج سریع به موقعیت، در عرض چند دقیقه یا حتی چند ثانیه است.
در واقع، نوسان‌گیرها نقش بازارسازان را ایفا می‌کنند که مسئول حفظ نقدشوندگی و جریان سفارش‌ها در بازار هستند. سود در هر معامله معمولاً تنها چند واحد پایه (bps) است، بنابراین نوسان‌گیری معمولاً با سرمایهٔ بالا و اهرم بالا یا در جفت‌ارزهایی با گسترش خرید و فروش کم انجام می‌شود.

## اصول
گسترش قیمت هم پاداش است، هم هزینه — بازارهای سهام بر پایهٔ نظام قیمت پیشنهادی خرید و فروش (Bid/Ask) عمل می‌کنند. تفاوت عددی میان این دو، «گسترش» نام دارد. خریدار فوری (ask taker) قیمت فروش را می‌پردازد؛ فروشندهٔ فوری (bid taker) نیز قیمت خرید را دریافت می‌کند. اگر معامله‌گری معامله‌ای را با قیمت بازار انجام دهد و بخواهد آن را بلافاصله ببندد، به‌دلیل گسترش قیمت، نمی‌تواند تمام مبلغ پرداختی خود را بازپس گیرد. برخی راهبردهای معاملات روزانه تلاش می‌کنند گسترش قیمت را به‌عنوان سود اصلی یا مکمل بگیرند.
ریسک کمتر به دلیل بازهٔ زمانی کوتاه‌تر — نوسان‌گیرها معمولاً موقعیت‌ها را در بازه‌های بسیار کوتاه باز نگه می‌دارند و وارد شب نمی‌شوند. هرچه زمان نگهداری کوتاه‌تر باشد، احتمال برخورد با نوسانات شدید کاهش می‌یابد.
حرکت‌های کوچک، در دسترس‌ترند — بیشتر ساعات روز، قیمت‌ها در محدوده‌های کوچکی نوسان می‌کنند. نوسان‌گیرها به‌دنبال همین تغییرات کوچک‌اند، نه حرکت‌های بزرگ که نیازمند قدرت خرید یا فروش غیرعادی هستند.
حجم بالا، سود انباشته — از آن‌جا که سود هر سهم یا قرارداد اندک است، برای کسب سود معنادار باید حجم معاملات بالا باشد. نوسان‌گیری بیشتر مناسب معامله‌گران خرد است، نه سرمایه‌گذاران کلان.

## طرف‌های پرداخت‌کننده و دریافت‌کنندهٔ گسترش
در هر معامله، گروهی هزینهٔ گسترش را می‌پردازند و گروهی دیگر آن را به‌عنوان سود دریافت می‌کنند.

### چه کسانی گسترش را پرداخت می‌کنند
معامله‌گران شتابی مبتنی بر تحلیل تکنیکی — آن‌ها به‌دنبال ورود سریع به روندهای پرشتاب ناشی از الگوها یا حجم معاملات هستند و مجبورند قیمت بازار را بپذیرند.
معامله‌گران خبری — واکنش هم‌زمان جمعی به خبرهای ناگهانی بازار را به‌شدت پرنوسان می‌کند و این معامله‌گران برای از دست ندادن فرصت باید سریعاً وارد شوند.
معامله‌گران در حال خروج از ضرر — وقتی قیمت برخلاف انتظار حرکت کند، معامله‌گر برای محدود کردن زیان، سریع در قیمت بازار خارج می‌شود.

### چه کسانی از گسترش سود می‌برند
نوسان‌گیران فردی — هدفشان کسب سود مستقیم از گسترش است.
بازارسازها — افرادی که نقدینگی بازار را فراهم می‌کنند و سفارش‌ها را در دفتر سفارشات ثبت می‌کنند.
کارگزاران بازار ارز آنی (Spot Forex) — آن‌ها کمیسیون جداگانه نمی‌گیرند، بلکه سود خود را از تفاوت قیمت خرید و فروش می‌برند. برای مثال، اگر نرخ بین بانکی یورو/دلار ۱٫۲۷۳۲–۱٫۲۷۳۳ باشد، کارگزار ممکن است نرخ ۱٫۲۷۳۱–۱٫۲۷۳۴ را ارائه کند، که حاوی کمیسیون پنهان است.

## عوامل مؤثر بر نوسان‌گیری
نقدشوندگی — هرچه بازار یا دارایی نقدشونده‌تر باشد، گسترش قیمت کوچک‌تر است. برخی نوسان‌گیرها ترجیح می‌دهند در بازارهای نقد فعالیت کنند تا راحت‌تر از موقعیت خارج شوند، برخی دیگر بازارهای کم‌نقد را انتخاب می‌کنند که گسترش بیشتری دارد.
نوسان قیمت — بر خلاف معامله‌گران شتابی، نوسان‌گیرها از ثبات استقبال می‌کنند. اگر قیمت در طول روز ثابت بماند، نوسان‌گیرها می‌توانند بارها در همان محدوده خرید و فروش کنند.
بازهٔ زمانی — نوسان‌گیرها در بازه‌های بسیار کوتاه (حتی کمتر از یک دقیقه) عمل می‌کنند و به‌دنبال استفاده از کوچک‌ترین موج‌های بازار هستند.
مدیریت ریسک — نوسان‌گیرها به‌جای سودهای بزرگ، به صدها سود و ضرر کوچک در روز تکیه می‌کنند، بنابراین باید مدیریت ریسک بسیار سخت‌گیرانه‌ای داشته باشند تا ضررها جمع نشوند.

## استفادهٔ فریب‌کارانه در توصیه‌های مشاوره‌ای یا شبکه‌های اجتماعی
نوسان‌گیری فریب‌کارانه به وضعیتی اشاره دارد که در آن مشاور سرمایه‌گذاری یا شخصی بانفوذ، اوراق بهاداری را پیش از توصیهٔ عمومی برای خرید، برای خود می‌خرد و سپس پس از بالا رفتن قیمت ناشی از توصیهٔ خود، با سود می‌فروشد.
دیوان عالی ایالات متحده حکم داده است که چنین کاری مصداق کلاهبرداری از مشتریان است و نقض «قانون مشاوران سرمایه‌گذاری ۱۹۴۰» محسوب می‌شود. این ممنوعیت حتی شامل حال کسانی شده که مشاور ثبت‌شده نیستند، ولی با مخاطبان خود رابطهٔ اعتماد داشته‌اند.
کمیسیون بورس و اوراق بهادار آمریکا اعلام کرده است که مقابله با این نوع کلاهبرداری را جدی دنبال می‌کند.
نوسان‌گیری فریب‌کارانه مشابه «معامله پیش‌دستانه» یا حتی «پامپ و دامپ» است، اما تفاوتش در رابطهٔ اعتماد با مخاطبان است. در سال‌های اخیر، نمونه‌های این روش در شبکه‌هایی مانند ایکس (توییتر) به‌شدت افزایش یافته‌اند و تمرکز نهادهای قضایی آمریکا بر آن‌ها بیشتر شده است.